# Virginia Slims of Philadelphia 1974
Virginia Slims of Philadelphia 1974  — жіночий тенісний турнір, що проходив на закритих кортах з килимовим покриттям Palestra у Філадельфії (США) в рамках Світової чемпіонської серії Вірджинії Слімс 1974. Відбувсь утретє і тривав з 22 квітня до 28 квітня 1974 року. Сьома сіяна Ольга Морозова здобула титул в одиночному розряді і отримала за це 10 тис. доларів.

## Фінальна частина

### Одиночний розряд
Ольга Морозова —  Біллі Джин Кінг 7–6(5–2), 6–1

### Парний розряд
Розмарі Касалс /  Біллі Джин Кінг —  Керрі Гарріс /  Леслі Гант 6–3, 7–6

## Розподіл призових грошей
| Дисципліна       | П       | F      | 3-тє   | 4-те   | ЧФ     | 1/8  | 1/16 |
| Одиночний розряд | $10,000 | $5,600 | $3,000 | $2,600 | $1,400 | $700 | $350 |

## Нотатки
1. ↑  Морозова зобов'язана була передати призові гроші Російській тенісній федерації.[1]